# Норредаль, Элизабет
Анна Маргаре́та Эли́забет «Бе́ттан» Норреда́ль (швед. Anna Margareta Elisabet «Bettan» Norredahl, Elisabeth Norredahl, урождённая Эли́забет Ха́нссон, швед. Elisabet Hansson; род. 2 октября 1967, Эстерсунд) — шведская кёрлингистка.

## Карьера
В составе женской сборной Швеции участник чемпионата мира 1990 (заняли шестое место) и трёх чемпионатов Европы (лучший результат — бронзовые призёры в 1995). Чемпионка Швеции среди женщин. В составе смешанной сборной Швеции участник чемпионата мира 2018 (заняли девятое место) и чемпионата Европы 2012 (стали серебряными призёрами). Трёхкратный чемпион Швеции среди смешанных команд. В составе смешанной парной сборной Швеции участник чемпионата мира 2013 (стали серебряными призёрами).

## Команды
| Сезон                          | Четвёртый          | Третий             | Второй            | Первый             | Запасной                               | Турниры                                  |
| ------------------------------ | ------------------ | ------------------ | ----------------- | ------------------ | -------------------------------------- | ---------------------------------------- |
| 1987—88                        | Элизабет Ханссон   | Анника Лёф         | Catharina Eklund  | Malin Lundberg     |                                        | ЧШЮ 1988 · ЧМЮ 1988 (6 место)            |
| 1989—90                        | Хелена Свенссон    | Лотта Гайзенфельд  | Элизабет Ханссон  | Анника Лёф         | Лена Мордберг                          | ЧШЖ 1990 · ЧМ 1990 (6 место)             |
| 1990—91                        | Анника Лёф         | Лотта Гайзенфельд  | Хелена Свенссон   | Элизабет Ханссон   | Лена Мордберг                          | ЧЕ 1990 (6 место)                        |
| 1994—95                        | Анетте Норберг     | Катрин Норберг     | Хелена Кланге     | Хелена Гранквист   | Элизабет Ханссон тренер: Åke Norberg   | ЧЕ 1994 (5 место)                        |
| 1995—96                        | Элизабет Густафсон | Катарина Нюберг    | Луиз Мармонт      | Элизабет Перссон   | Элизабет Ханссон тренер: Ян Страндлунд | ЧЕ 1995                                  |
| 2013—14                        | Sandra Ljundberg   | Tova Sundberg      | Emma Sjodin       | Элизабет Норредаль |                                        | ЧШЖ 2014 (7 место)                       |
| 2014—15                        | Элизабет Норредаль | Tova Sundberg      | Emma Sjodin       | Sandra Ljundberg   |                                        | [ 4 ]                                    |
| Кёрлинг среди смешанных команд |                    |                    |                   |                    |                                        |                                          |
| 2003—04                        | Элизабет Норредаль | Рикард Хальстрём   | Catrin Bitén      | Фредрик Хальстрём  |                                        | ЧШСК 2004                                |
| 2007—08                        | Фредрик Хальстрём  | Элизабет Норредаль | Рикард Хальстрём  | Catrin Bitén       |                                        | ЧШСК 2008 (9 место)                      |
| 2009—10                        | Рикард Хальстрём   | Элизабет Норредаль | Фредрик Хальстрём | Catrin Bitén       |                                        | ЧШСК 2010                                |
| 2011—12                        | Рикард Хальстрём   | Элизабет Норредаль | Фредрик Хальстрём | Catrin Bitén       |                                        | ЧШСК 2012                                |
| 2012—13                        | Рикард Хальстрём   | Элизабет Норредаль | Фредрик Хальстрём | Catrin Bitén       | тренер: Marcus Olovsson                | ЧЕСК 2012                                |
| 2013—14                        | Рикард Хальстрём   | Элизабет Норредаль | Пер Карлсен       | Catrin Bitén       |                                        | ЧШСК 2014 (5 место)                      |
| 2014—15                        | Рикард Хальстрём   | Элизабет Норредаль | Фредрик Хальстрём | Catrin Bitén       | тренер: Anders Bitén                   | ЧШСК 2015                                |
| 2015—16                        | Рикард Хальстрём   | Элизабет Норредаль | Фредрик Хальстрём | Catrin Bitén       |                                        | ЧШСК 2016 (5 место)                      |
| 2016—17                        | Рикард Хальстрём   | Элизабет Норредаль | Фредрик Хальстрём | Catrin Bitén       |                                        | ЧШСК 2017 (9 место)                      |
| 2017—18                        | Рикард Хальстрём   | Элизабет Норредаль | Фредрик Хальстрём | Catrin Bitén       |                                        | ЧШСК 2018                                |
| 2018—19                        | Рикард Хальстрём   | Элизабет Норредаль | Фредрик Хальстрём | Catrin Bitén       | тренер: Marcus Olovsson (ЧМСК)         | ЧМСК 2018 (9 место) ЧШСК 2019 (13 место) |
| Кёрлинг среди смешанных пар    |                    |                    |                   |                    |                                        |                                          |
| 2011—12                        | Элизабет Норредаль | Фредрик Хальстрём  |                   |                    |                                        | ЧШСП 2012 (5 место)                      |
| 2012—13                        | Элизабет Норредаль | Фредрик Хальстрём  |                   |                    | тренер: Пер Нурен (ЧМСП)               | ЧШСП 2013 · ЧМСП 2013                    |
| 2013—14                        | Элизабет Норредаль | Фредрик Хальстрём  |                   |                    |                                        | ЧШСП 2014 (5 место)                      |
| 2014—15                        | Элизабет Норредаль | Фредрик Хальстрём  |                   |                    |                                        | ЧШСП 2015                                |
| 2015—16                        | Элизабет Норредаль | Фредрик Хальстрём  |                   |                    |                                        | ЧШСП 2016 (13 место)                     |

(скипы выделены полужирным шрифтом)

## Достижения
- Чемпионат Европы по кёрлингу: бронза (1995).
- Чемпионат Швеции по кёрлингу среди женщин: золото (1990).
- Чемпионат Европы по кёрлингу среди смешанных команд: серебро (2012).
- Чемпионат Швеции по кёрлингу среди смешанных команд: золото (2004, 2012, 2018), бронза (2010, 2015).
- Чемпионат мира по кёрлингу среди смешанных пар: серебро (2013).
- Чемпионат Швеции по кёрлингу среди смешанных пар: серебро (2013, 2015).
- Чемпионат Швеции по кёрлингу среди юниоров: золото (1988).

- В 2013 введена в Зал славы шведского кёрлинга[англ.] (швед. Stora Curlare).[5]